# Finland
Finland (Fins: Suomi; Zweeds: Finland; Noord-Samisch: Suopma), officieel de Republiek Finland, is een land in Noord-Europa met 5.571.665 (2020) inwoners. Finland grenst in het oosten aan Rusland, in het noorden aan Noorwegen en in het noordwesten aan Zweden. Ten zuiden wordt het van Estland gescheiden door de Finse Golf. Ten westen ligt de Botnische Golf en ten zuidwesten de Oostzee aan de overkant waarvan weer Zweden ligt.
De hoofdstad is Helsinki, en de op een na grootste stad en stedelijk gebied is Tampere, dat ongeveer 180 kilometer ten noorden van Helsinki ligt. Finland wordt wel 'het land van de duizend meren' genoemd; in werkelijkheid zijn er ongeveer 168.000 meren. Het grootste meer is het Saimaameer. In het zuidoosten is het land bespikkeld met ontelbare meren en meertjes.
Het land is een democratische republiek met een gekozen president. Het presidentschap van Finland duurt zes jaar, plus een eventuele herkiezing van nog eens zes jaar, wat resulteert in een maximaal presidentschap van twaalf jaar. Finland is een verzorgingsstaat met een hoog bbp per hoofd van de bevolking. Finland is hoog gerangschikt in verschillende internationale vergelijkingen, waaronder onderwijs, economisch concurrentievermogen, burgerlijke vrijheden, kwaliteit van leven, geluk en menselijke ontwikkeling. In 2023 was Finland voor het zesde jaar op rij het land dat de World Happiness Report-lijst aanvoert.
Finland maakt deel uit van de Europese Unie. Het is sinds 2023 lid van de NAVO na lang een politiek van neutraliteit te hebben gevolgd.

## Geschiedenis

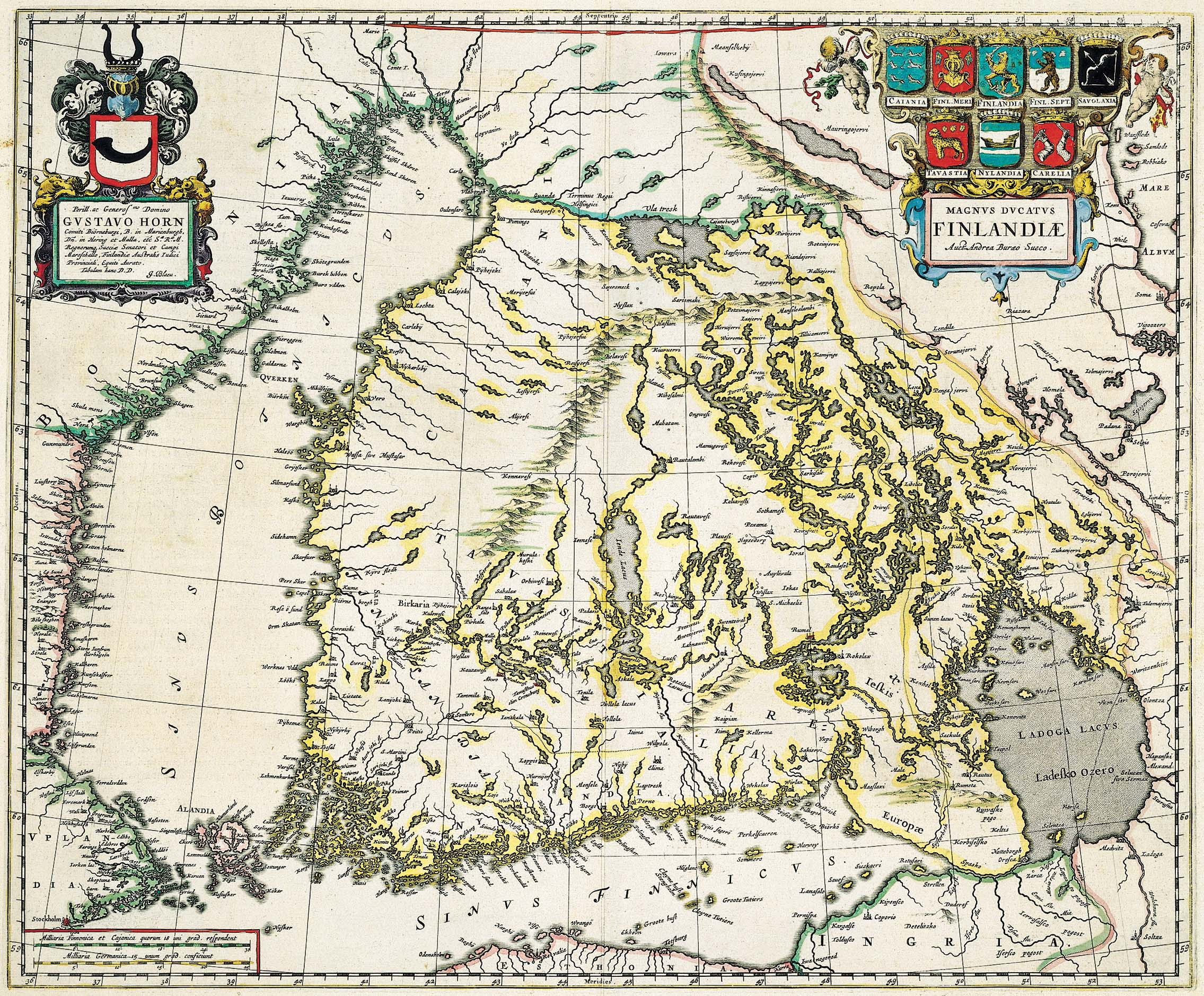
Groothertogdom Finland in 1662

Het gebied dat nu bekendstaat als Finland, werd kort na het Weichselien, rond 8500 v.Chr., voor het eerst bewoond door mensen van de Suomusjärvicultuur. Finland was een deel van het Zweedse Rijk van 1200 tot 1809. In deze periode nam het Fins het Latijnse alfabet aan en nam het ongeveer 1100 Zweedse leenwoorden over, alhoewel de meeste ervan oorspronkelijk uit het Latijn of Grieks kwamen. In de zeventiende eeuw werden in Finland ijzergieterijen gesticht. Door de bossen in combinatie met de onbeperkte waterkracht en goede scheepvaartverbindingen was de regio Pohja een ideaal centrum voor de Finse metaalindustrie.
In 1809 werd Finland veroverd door Rusland, met een personele unie tussen de twee landen tot gevolg. Terwijl de rest van Europa in de 19e eeuw industrialiseerde, werd Finland, een groothertogdom van het Russische Rijk, hiervan uitgesloten. De samenleving was grotendeels agrarisch en de werkloosheid nam toe als gevolg van de bevolkingsgroei. Amerika, aan de andere kant, beschikte over overvloedige natuurlijke hulpbronnen, maar had mensen te kort om deze te ontginnen. Vele Finnen emigreerden naar Noorwegen en vertrokken van daar naar de Verenigde Staten en Canada.
De hedendaagse Universiteit van Helsinki werd in 1829 verhuisd van Turku naar Helsinki, dat oorspronkelijk slechts een vissersdorp was, maar door de Russen gekozen werd als nieuwe Finse hoofdstad. In 1860 kreeg Finland zijn eigen munt, de mark. Tsaar Nicolaas II trachtte tevergeefs Finland te russificeren met het Februarimanifest van 1898.
In 1917 riep Finland de onafhankelijkheid uit, die in 1918 werd erkend. De Finse Burgeroorlog van 1918 werd gevoerd door de "rode" socialisten (gesteund door de Russische communisten) en de "witte" conservatieven (gesteund door het Duitse Rijk). De conservatieven wonnen de oorlog en vestigden een constitutionele democratie.
Tijdens de zogenaamde Winteroorlog (eind november 1939 tot medio maart 1940) werd Finland aangevallen door de Sovjet-Unie. Deze oorlog resulteerde in grote militaire verliezen voor Rusland. Finland wist weliswaar zijn onafhankelijkheid te bewaren, maar werd wel verplicht om enkele grensstreken aan de Sovjet-Unie over te dragen. Deze gebieden behoren tot de Russische deelstaat Karelië. In de Vervolgoorlog (1941-1944) probeerde Finland, als bondgenoot van Duitsland, tevergeefs die verloren gebieden terug te winnen, en in de Laplandoorlog (1944-1945) vocht Finland tegen Duitsland om het uit het land te verdrijven.
Tijdens de Koude Oorlog werd de Finse politiek beïnvloed door de Sovjet-Unie, maar Finland is er nooit een satellietstaat van geweest. Mede als gevolg van de ineenstorting van de Sovjet-Unie in 1991 ging Finland werk maken van integratie in West-Europa. Finland trad in 1995 toe tot de Europese Unie en verving in 2002 de eigen munt, de markka, door de euro. Het land werd echter geen lid van de NAVO, zoals de Baltische staten wel deden. Hier kwam verandering in na de Russische invasie van Oekraïne in 2022, waarna het Finse parlement op 17 mei 2022 tot toetreding besloot. Daarop deed president Niinistö samen met premier Sanna Marin een officiële aanvraag voor Fins lidmaatschap van de alliantie. Finland werd op 4 april 2023 door de bestaande lidstaten aanvaard.
Op 12 en 13 juli 2023 bezocht de Amerikaanse president Joe Biden Helsinki voor een ontmoeting met de Finse president Sauli Niinistö en met leiders van andere Noordse landen. Er werd gesproken over de veiligheid aan de grens met Rusland. Volgens de Finse president was het leiderschap van Biden een reden om Finland aan te laten sluiten bij de NAVO.

## Geografie

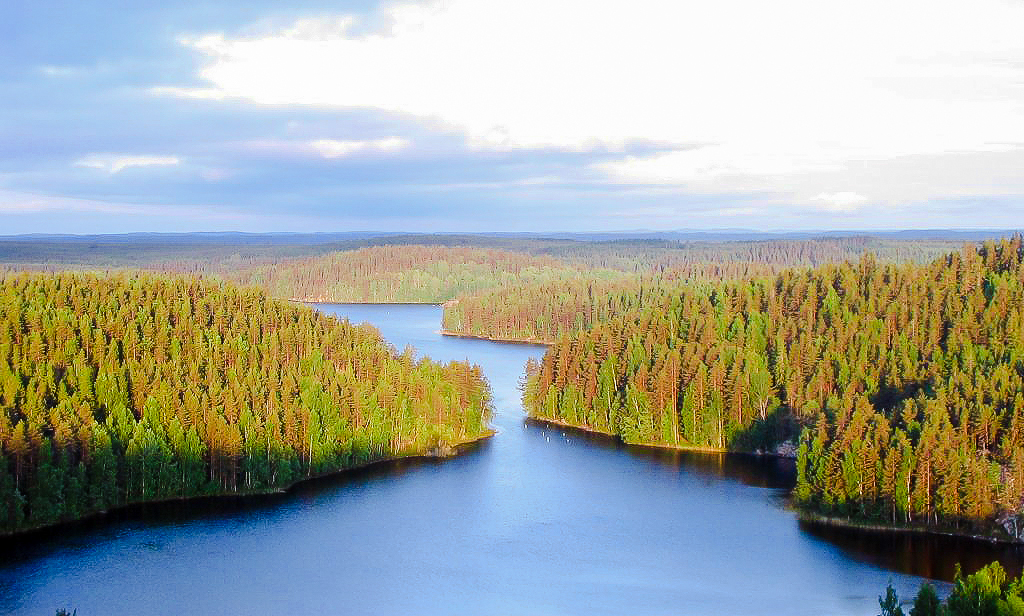
Nationaal park Repovesi

Finland kan worden onderverdeeld in vier belangrijke geografische streken.
In het zuiden en het westen ligt een laagliggende kuststrook (30 - 130 kilometer breed), waar de meeste van de belangrijkste steden van het land, waaronder de hoofdstad Helsinki, zich bevinden en veel van het akkerland ligt.
De kuststrook gaat langzaam over in een enorm bebost, binnenlands plateau, de Finse Merenvlakte (gemiddelde hoogte: 90 - 180 meter). In dit gebied liggen ongeveer 60.000 meren, waarvan vele door korte rivieren, beken en kanalen worden verbonden en zo waterwegen vormen waarop kajaks varen en gezeild wordt. Schepen van enige omvang kunnen er echter niet op varen, vanwege de vele stroomversnellingen en de geringe diepte van de rivieren. Er zijn wel passagiersschepen op de binnenwateren en bij de haven van Helsinki voor cruises.
Tussen Zweden en Finland ligt in de Oostzee de archipel Åland met een granieten ondergrond, die bestaat uit ruim 25.000 eilandjes. De hoofdstad is Mariehamn.
De vierde streek van het land ligt ten noorden van de noordpoolcirkel en maakt deel uit van Lapland (Fins, Lappi). Het gebied is dun bebost of onvruchtbaar en heeft een gemiddelde hoogte van ongeveer 340 meter. Het noordwesten van het gebied ligt gemiddeld wat hoger en is onderdeel van het Scandinavisch Hoogland. Hier ligt onder andere de berg Halti, die met een hoogte van 1328 meter het hoogste punt van Finland is.
Finland bestaat voor ongeveer 70 procent uit bos en 30 procent uit water en akkerland. De grootste meren zijn het Saimaameer, het Inarimeer en het Päijännemeer. Kemijoki en Oulujoki zijn de langste rivieren van het gebied en, samen met Tornionjoki, Finlands belangrijkste waterwegen.
In de gemeente Lappajärvi bevindt zich een meer dat ontstond in een krater gevormd door de inslag van een meteoriet met een diameter van ongeveer 1,6 km. De diameter van de krater is 22-23 kilometer, met een diepte van 750 meter.

### Steden

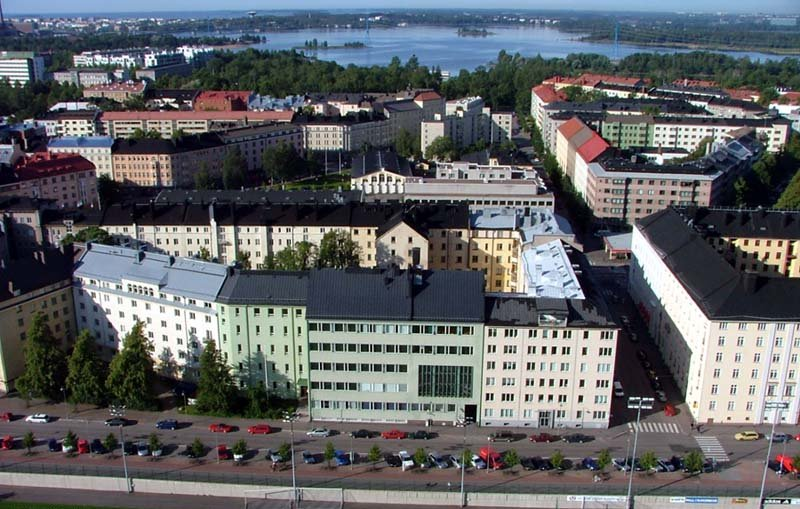
Helsinki, de hoofdstad van Finland

De kleine bevolkingsomvang en de lage bevolkingsdichtheid van Finland komt ook tot uiting in de steden van het land. Deze zijn gering in aantal en klein van omvang. De hoofdstad Helsinki is met circa 610.000 inwoners met afstand de grootste stad van het land. In het stedelijk gebied van Helsinki wonen ruim 1,5 miljoen mensen, ruim een kwart van de totale bevolking. De steden Tampere en Turku hebben elk een agglomeratie van ongeveer 300.000 inwoners. Stedelijke gebieden met rond de 100.000 inwoners zijn Oulu, Lahti, Kuopio en Jyväskylä. Andere Finse steden van betekenis zijn Joensuu, Kotka, Lappeenranta, Pori, Rovaniemi, Seinäjoki en Vaasa.
Opvallend is de vrij grote ruimtelijke spreiding van de Finse steden, hoewel ze bijna alle in het zuidelijk deel van het land liggen. De bebouwing van kleinere steden en dorpen in het noorden van Finland is grotendeels in de oude staat gebleven van 1800 en daarvoor.

### Natuur
De fauna van Finland vertoont veel overeenkomsten met die van het aangrenzende deel van Rusland. In de taiga komen de bruine beer en de veelvraat voor. Er wordt gejaagd op hertachtigen, eland en beren. Veel voorkomende vogelsoorten zijn auerhoen, korhoen, houtduif en hazelhoen. Waar het landschap bestaat uit moeras, veen en dennenbos komen de kraanvogel en moerassneeuwhoen voor. De meest voorkomende bomen zijn dennen en berk.
Berkenhout wordt vrij vaak bij het interieur van gebouwen gebruikt. In de kuststreek die een gematigd klimaat heeft, groeien ook andere loofbomen zoals lindes, populieren, eiken en in parken magnolia's.
In de talrijke meren komen 67 verschillende vissoorten voor, waaronder de snoek.

### Klimaat

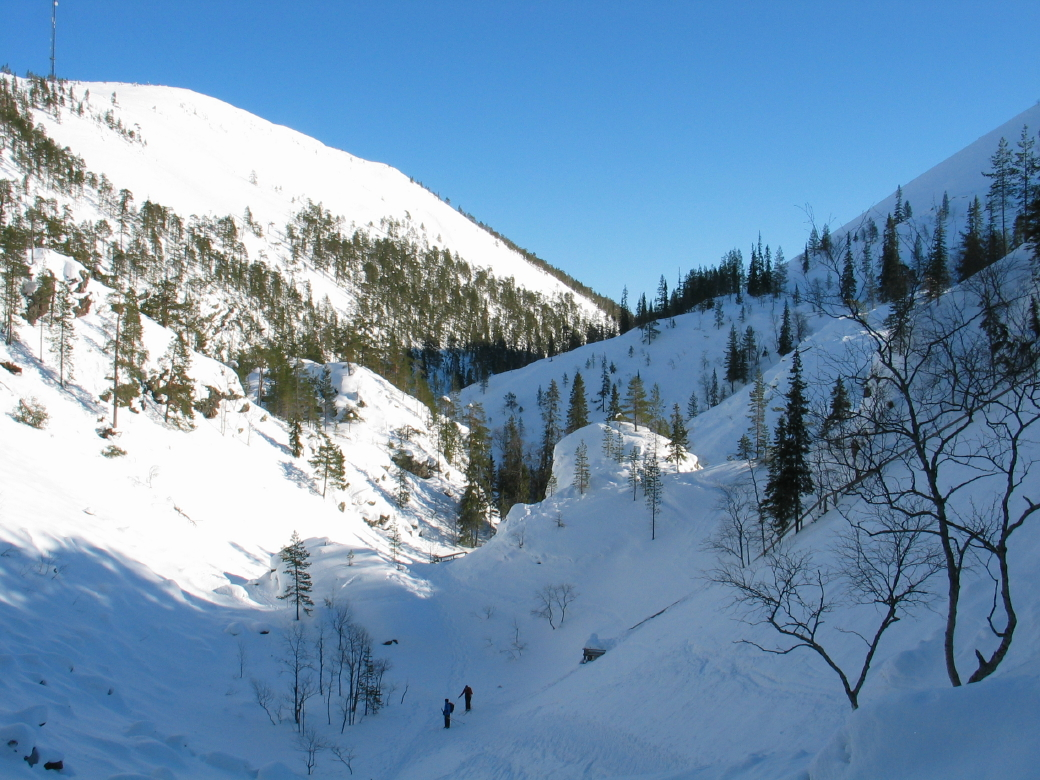
Nationaal park Pyhä-Luosto ligt in het Finse deel van Lapland

Finland heeft een vochtig continentaal klimaat met korte warme zomers en lange, koude winters. De neerslag valt in alle maanden van het jaar in vorm van regen, hagel en sneeuw. In het zuiden zijn de zomers warm. De temperatuur kan oplopen tot meer dan 30 °C. Dit komt door hogedrukgebieden die tijdens de zomer vanuit de Russische steppe richting Scandinavië trekken. In de rest van Finland zijn de zomers koel (tot 21° C à 23° C. in juli en augustus) met lange droge periodes. Dat is vooral te danken aan de nabijheid van de Atlantische Oceaan met de Golfstroom.
In het uiterste noorden duurt de zomer 73 dagen en is de middernachtzon te zien. Lapland is voor een groot deel van de wintermaanden bedekt met een dikke sneeuwlaag. Een groot deel van Finland is meer dan de helft van het jaar bedekt met sneeuw. De hoeveelheid neerslag in het noordelijke deel van Lapland varieert van minder dan 400 millimeter in het zuidwesten tot meer dan 600 millimeter in het zuidoosten. In Lapland kan jaarlijks 1 tot 2 meter sneeuw vallen.
Op de kortste dagen van het jaar, eind december komt de zon slechts zes uur boven de horizon, ook in Zuid-Finland. Vanwege de korte periodes met daglicht en het gebrek aan zonkracht tijdens de wintermaanden koelt het flink af. In de poolnachten kan de temperatuur dalen tot −35 °C.

## Demografie

### Bevolkingskenmerken

Bevolkingsspreiding: buiten het uiterste zuiden is Finland dunbevolkt

Finland is een van de dunstbevolkte landen van Europa. De bevolking is bovendien ongelijk verdeeld: het merendeel van de inwoners woont in het zuiden van het land, terwijl in Lapland met een bevolkingsdichtheid van minder dan 2 inwoners per km² grote delen onbewoond zijn. Ongeveer een vierde van de bevolking is geconcentreerd in de hoofdstedelijke regio rond Helsinki, de enige grote stad van het land. Naast de hoofdstad hebben vooral Tampere en Turku een stedelijk gebied van enige omvang. De meeste overige Finse steden hebben minder dan 100.000 inwoners en liggen verspreid over met name het zuiden van Finland.
Het aandeel aan immigranten en vluchtelingen in Finland is vergeleken met de meeste Europese landen klein, maar neemt gestaag toe. De grootste buitenlandse bevolkingsgroepen zijn Russen, Esten en Zweden. Daarnaast bevinden zich, opvallend veel Somaliërs en Koerden in Finland, vooral in Groot-Helsinki. Van de bevolking is 93,4% van Finse afkomst.

### Talen en bevolkingsgroepen
Het Fins en het Zweeds zijn beide officiële talen in Finland. Toen het land een deel van Zweden vormde, was het Zweeds de enige officiële taal. De adel en de hogere burgerij spraken Zweeds, terwijl het Fins vooral de taal van de plattelandsbevolking was. In de negentiende eeuw begon de geleidelijke emancipatie van het Fins als taal, niet zonder tegenstand van de hogere klassen. Na de onafhankelijkheid (1917) was er een tendens om het Fins tot enige taal te maken en de Zweedstalige minderheid te assimileren.
Elke burger heeft het recht om met de nationale overheid of het gerecht een van beide talen naar keuze te gebruiken. Op gemeentelijk vlak is een gemeente tweetalig als er een taalminderheid is van ten minste 3000 inwoners of 8 % van de totale bevolking. Op school is de andere landstaal verplicht als tweede taal. Voor sommige overheidsfuncties is kennis van beide talen vereist. Bij de Finstalige meerderheid bestaat een zekere weerstand om Zweeds te moeten leren. Ongeveer 5,2% van de bevolking spreekt Zweeds als eerste taal, hoofdzakelijk in het zuidwesten en het westen van Finland. In absolute cijfers is het aantal Zweedstaligen de voorbije eeuw vrij stabiel gebleven (rond de 300.000), maar in percentages is dat aantal meer dan gehalveerd. Er zijn 81.000 inwoners die Russisch spreken, maar die taal heeft geen officiële status.
Op Åland, een autonome eilandengroep met ongeveer 30.000 inwoners tussen het vasteland van Finland en Zweden, is de officiële taal alleen Zweeds.
Sinds 1992 zijn ook de Samische talen erkend. Er zijn er in Finland drie: Noord-Samisch (verreweg de belangrijkste), Zuid-Samisch en Skolt-Samisch. Finland telt circa 25.000 Samen, waarvan nog zowat de helft een van die talen spreekt. Het Karelisch, een taal die nauw verwant is aan het Fins en aan de Russische grens wordt gesproken, krijgt sinds 2009 een zekere erkenning.
De verengelsing neemt aan de Finse universiteiten toe. Bijna 90% van de proefschriften en 40% van de masterscripties worden in het Engels geschreven. Toch wil 38% van de Finstalige studenten meer cursussen in hun moedertaal.

### Religie
Sinds 1923 is godsdienstvrijheid door de Finse grondwet gegarandeerd. Ongeveer 65,2% van de inwoners van Finland behoort tot de Evangelisch-Lutherse Kerk van Finland. Dit aantal neemt sinds een aantal jaren jaarlijks met ongeveer 1 procentpunt af. Circa 1,1% behoort tot de Fins-Orthodoxe Kerk, waartoe ook de Russisch-Orthodoxe Oespenski-kathedraal in de hoofdstad behoort. De Fins-Orthodoxe Kerk is een Oosters-Orthodoxe Kerk die in 1921 voortkwam uit de Russisch-Orthodoxe Kerk in het voormalige groothertogdom Finland van de Russische tsaren. De Fins-Orthodoxe kerk werd als autocefaal erkend in 1927 door Constantinopel en in 1957 door het patriarchaat van Moskou. De kerk is vanouds sterk vertegenwoordigd in het vroeger Finse Karelië, maar ook aan de westkust. Nog eens 1,8% van de Finse bevolking behoort tot andere kerken en religies, waaronder de katholieke kerk (bisdom Helsinki), de anglicaanse gemeenschap, het jodendom of de islam. Het aantal niet-gelovigen, niet-geregistreerden en onkerkelijken neemt recentelijk met ongeveer 1 procentpunt jaarlijks toe; zij vormden gezamenlijk ongeveer 32,0% van de Finse bevolking in 2022.
| Jaar | Evangelisch-lutherse staatskerk | Orthodoxe Kerk | Overig (Katholieke Kerk, islam, etc) | Niet-religieus/niet-geregistreerd |
| ---- | ------------------------------- | -------------- | ------------------------------------ | --------------------------------- |
| 1950 | 95,7%                           | 1,7%           | 0,4%                                 | 2,7%                              |
| 1980 | 90,3%                           | 1,1%           | 0,7%                                 | 7,8%                              |
| 1990 | 87,9%                           | 1,1%           | 0,9%                                 | 10,2%                             |
| 2000 | 85,1%                           | 1,1%           | 1,1%                                 | 12,7%                             |
| 2005 | 83,1%                           | 1,1%           | 1,1%                                 | 14,7%                             |
| 2010 | 78,3%                           | 1,1%           | 1,4%                                 | 19,2%                             |
| 2011 | 77,3%                           | 1,1%           | 1,5%                                 | 20,1%                             |
| 2012 | 76,4%                           | 1,1%           | 1,4%                                 | 21,0%                             |
| 2013 | 75,3%                           | 1,1%           | 1,4%                                 | 22,1%                             |
| 2014 | 73,8%                           | 1,1%           | 1,5%                                 | 23,5%                             |
| 2015 | 73,0%                           | 1,1%           | 1,6%                                 | 24,3%                             |
| 2016 | 72,0%                           | 1,1%           | 1,6%                                 | 25,3%                             |
| 2017 | 70,9%                           | 1,1%           | 1,6%                                 | 26,3%                             |
| 2018 | 69,8%                           | 1,1%           | 1,7%                                 | 27,4%                             |
| 2019 | 68,7%                           | 1,1%           | 1,7%                                 | 28,5%                             |
| 2020 | 67,8%                           | 1,1%           | 1,7%                                 | 29,4%                             |
| 2021 | 66,6%                           | 1,1%           | 1,8%                                 | 30,6%                             |
| 2022 | 65,2%                           | 1,1%           | 1,8%                                 | 32,0%                             |

## Economie

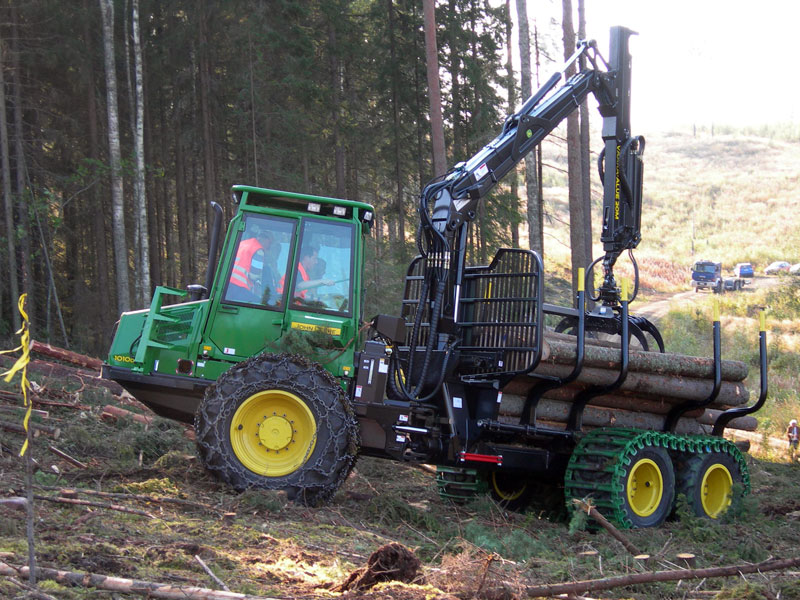
De bosbouw blijft in Finland een economische sector van belang

Traditioneel was Finland een landbouwland, maar het land besteedde na de Tweede Wereldoorlog veel aandacht aan zijn industrialisatie. Tegen het eind van de 20e eeuw waren industriële productie, de dienstensector, de handel en de vervoerssector de grootste segmenten van de economie, terwijl de landbouw (plus bosbouw en visserij) minder dan 10 procent van werkgelegenheid en het bruto binnenlands product vertegenwoordigde.
De dienstensector heeft zich in Finland laat ontwikkeld maar biedt vandaag de dag het meeste werkgelegenheid (65 procent van de werkzame beroepsbevolking is in deze sector actief). Te noemen vallen de detailhandel, die in Finland grootschalig en efficiënt opereert en het bank- en verzekeringswezen. De bankensector is in Finland zeer geconcentreerd, met Nordea, een fusieproduct ontstaan uit diverse Finse en Scandinavische banken, als dominante partij. De gestaag in belang toenemende toerisme-industrie is vooral gebaseerd op de wintersport (Lapland), bezoeken aan Helsinki en het natuurschoon. Finland heeft bovendien een grote publieke sector.

### Industrie en grondstoffen
Toch kan Finland binnen Europa als een typisch industrieland worden beschouwd. Tot de belangrijkste producten die Finland vervaardigt behoren metaalproducten (machines, schepen); bewerkt hout en papier; chemicaliën; voedsel; elektro en elektronische apparatuur; en textiel. Bekende Finse producten, dan wel in Finland ontwikkelde producten, zijn mobiele telefoons en grote machines voor industrie en bosbouw.
Finland is ook een bekend producent van designartikelen uit glas en keramiek en van bestek van roestvast staal. Hoewel de mijnbouwproductie van Finland klein is, omvat deze een aantal belangrijke mineralen zoals ijzererts, koper, zink, nikkel, kobalt, titanium, vanadium, kwik, zilver en goud. Bovendien zijn er steengroeven waar graniet gewonnen wordt. Dit graniet wordt zowel lokaal gebruikt als geëxporteerd. Bekende Finse granietsoorten zijn het graniet van Vehmaa, Kuru en Ristijärvi. Ook turf wordt ontgonnen om het te gebruiken in de glastuinbouw. In 2021 werden aan de Finse oostkust roze diamanten gevonden. De Finse houtkapindustrie is een van de grootste in Europa.

### Landbouw
Landbouw speelt een belangrijke rol in de Finse economie. Ongeveer 300.000 mensen werken in de landbouw. Toch wordt slechts 2,2 miljoen hectare, dus nauwelijks 6,5% van de oppervlakte van Finland (zonder de meren), door de landbouwsector gebruikt. In de landbouw is de veehouderij (vooral runderen) overheersend. Tevens zijn zuivelproducten belangrijk. Er worden grote aantallen gevogelte, rundvee, varkens, rendieren en schapen gefokt. De belangrijke landbouwgoederen omvatten hooi, haver, gerst, tarwe, rogge, suikerbieten en aardappelen.

### Handel
De belangrijkste importproducten zijn voedsel, minerale brandstoffen, ruwe petroleum, chemische producten, vervoermiddelen, ruwe materialen, textiel, kaolien, ijzer (element) en staal. De belangrijke exportproducten zijn houtproducten (die ongeveer 60 procent van de uitvoer vertegenwoordigen), machines, vervoermiddelen, schepen (20 procent), papier, kleding en levensmiddelen. Kaolien (kleisoort gebruikt in de papier- en porseleinnijverheid) wordt vooral ingevoerd uit de Verenigde Staten, Denemarken en Zweden.
De belangrijkste handelspartners zijn Duitsland, het Verenigd Koninkrijk, Zweden, de Verenigde Staten, Rusland, Nederland en Japan.
Bekende Finse bedrijven zijn netwerkproducent Nokia, de hout- en papierconglomeraten Stora Enso en UPM-Kymmene, lift- en roltrappenproducent KONE, technologie- en dienstenbedrijf Valmet, luchtvaartmaatschappij Finnair en motorfabrikant Wärtsilä. Bekende Finse merknamen en designartikelen zijn verder onder meer Iittala, Marimekko, Fiskars en Arabia.

### Energie

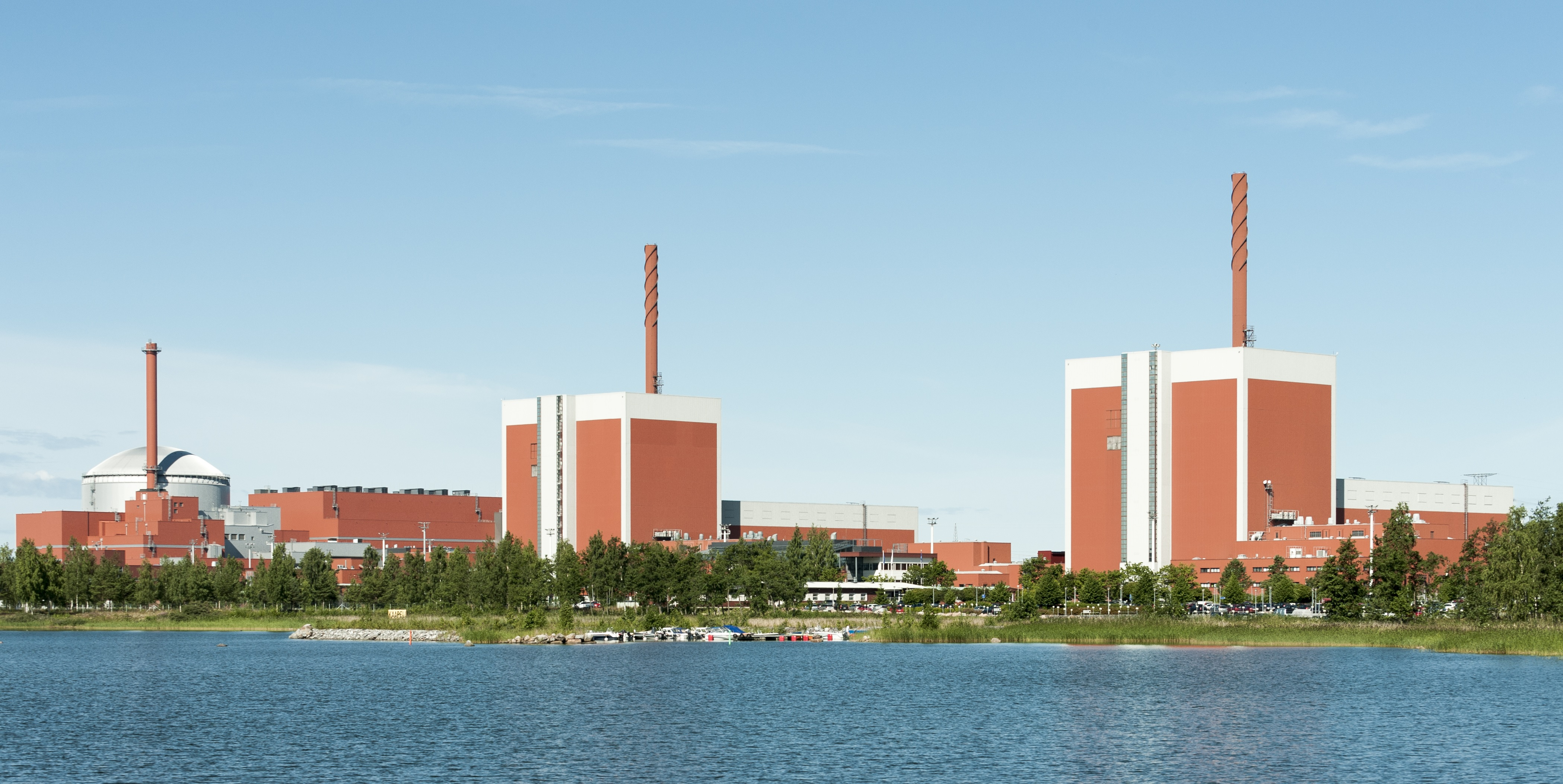
De kerncentrale Olkiluoto is een van de twee Finse kerncentrales

In 2021 produceerde Finland circa 86 miljard kilowattuur aan elektriciteit. Vanwege het koude klimaat en de energie-intensieve industrie lag het jaarverbruik per hoofd van de bevolking op een zeer hoge 16.000 kilowattuur. Kerncentrales hadden een aandeel van 26 procent in de totale elektriciteitsproductie en waterkrachtcentrales nog eens 18 procent. Verder wordt 20 procent geïmporteerd uit Rusland, Noorwegen en Zweden en 10 procent met steenkool-, turf- en aardgasgestookte centrales. Vanaf 1 januari 2020 is de aardgaspijpleiding Balticconnector in gebruik gekomen en is Finland verbonden met het gasnet van Estland en de rest van de Europese Unie. Finland besteedt verder veel aandacht aan groene energie door opwekking van windenergie, die goed was voor circa 9 procent van de elektriciteitsproductie in 2021, en aan verbranding van afval en biomassa voor warmte- en elektriciteitsopwekking. Ongeveer een zesde van de elektriciteit van het land wordt geproduceerd als bijproduct van de energieverslindende papierindustrie.
In Finland zijn twee kerncentrales actief, in het westen bij Olkiluoto en in het zuidoosten bij Loviisa. De vier reactoren zijn in productie gekomen tussen 1977 en 1980. Het opgestelde vermogen is ongeveer 2900 megawatt (MW). In 2005 is de bouw van een vijfde kernreactor, met een capaciteit van 1600 MW, gestart naast twee reeds bestaande kerncentrales bij Olkiluoto. Na een jarenlange vertraging van de oplevering is de productie in maart 2022 van start gegaan. Met deze reactor in bedrijf verwacht Finland de import van elektriciteit te halveren. Op 1 juli 2010 heeft het Finse parlement goedkeuring verleend voor de bouw van nog eens twee kerncentrales en een opslagplaats voor nucleair afval. Deze nieuwe centrales komen naar verwachting in 2025 in gebruik en vergen een investering van 10 miljard euro.
In 2014 produceerde het land 18 miljoen ton olie-equivalent (Mtoe), 33% kernenergie, 57% duurzame energie. (1 Mtoe = 11,63 TWh, miljard kilowattuur.) Dat was niet genoeg voor de energievoorziening, het TPES (total primary energy supply): 34 Mtoe. Het land importeerde 15 Mtoe fossiele brandstof meer dan het exporteerde. Van de energie ging ongeveer 9 Mtoe verloren bij conversie in de energie-industrie, vooral bij elektriciteitsopwekking met kernenergie. 1 Mtoe werd gebruikt voor niet-energetische producten zoals smeermiddelen, asfalt en petrochemicaliën. Voor eindgebruikers resteerde 23 Mtoe waarvan 6,8 Mtoe = 80 TWh elektriciteit die voor 39% duurzaam opgewekt werd. De uitstoot van kooldioxide was 45 megaton, dat is 8 ton per persoon. Het wereldgemiddelde was 4,5 ton per persoon.

### Internet
95% van de Finnen gebruikt het internet en 3,3 miljoen inwoners gebruiken sociale media.

### Verkeer en vervoer
De belangrijkste luchthaven van Finland is Helsinki-Vantaa. Dit is niet alleen de thuishaven van de nationale luchtvaartmaatschappij Finnair maar ook een belangrijke hub voor binnenlandse en intercontinentale vluchten. Finnair is een belangrijke speler in het Europees-Aziatisch vliegverkeer. De maatschappij vliegt van verschillende Europese bestemmingen naar de luchthaven om ze met langeafstandvluchten verder te vervoeren.
De Finse bevolking is erg geconcentreerd rond de hoofdstad Helsinki en het vervoersnetwerk eveneens. De nationale spoorwegmaatschappij is de VR Group en het meeste reizigersverkeer vindt plaats op het uitgebreide netwerk in de agglomeratie Helsinki. Namens de regionale vervoersautoriteit HSL (Helsingin seudun liikenne) exploiteert de VR Group de voorstadstreinen in deze regio. Behalve het gewone spoor is er de metro van Helsinki, de meest noordelijke ter wereld. Verder heeft Helsinki een uitgebreid tramnet.
Voor het interregionaal verkeer heeft VR intercitytreinen, dit zijn zowel hogesnelheidstreinen (maximaal 200 km/uur) als gewone treinen en nachttreinen.
Sinds 2010 is VR Group mede-eigenaar van Karelian trains, een joint venture met de Russische staatsspoorwegen voor de Allegro-treindienst, die meermaals per dag Helsinki verbindt met Sint-Petersburg. Het is de enige internationale treindienst van Finland, aangezien het land geen andere grensoverschrijdende spoorlijnen heeft. Alle treinen in Finland maken gebruik van het Russisch-Finse breedspoor.

## Politiek en bestuur

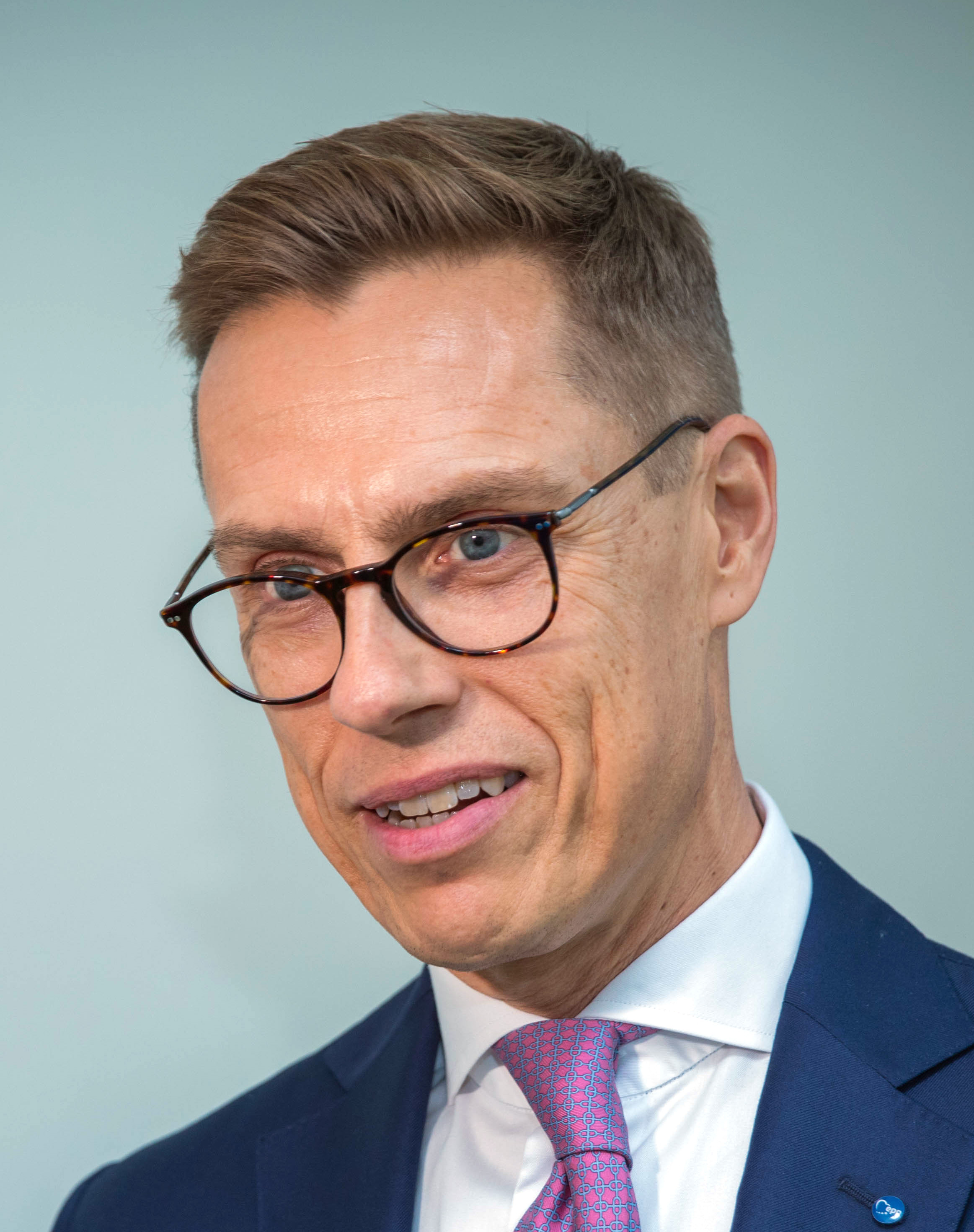
Alexander Stubb, president van Finland

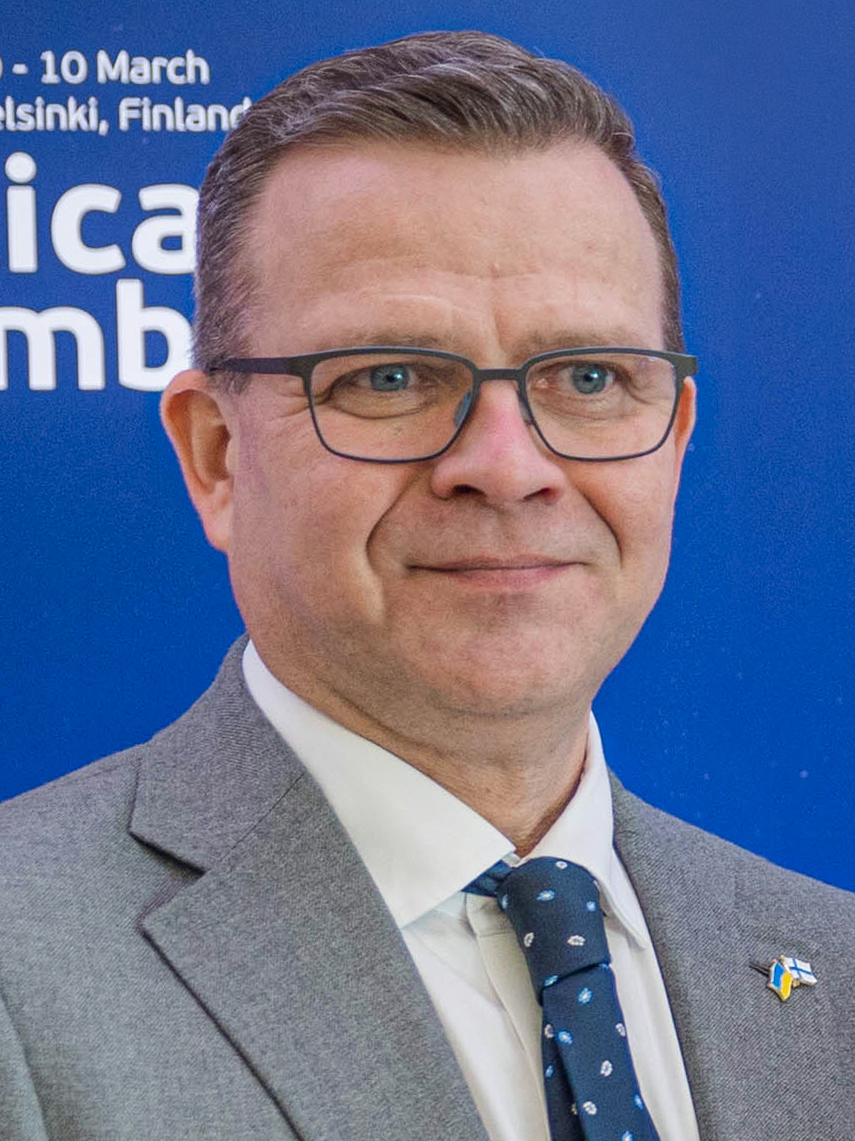
Petteri Orpo, premier van Finland

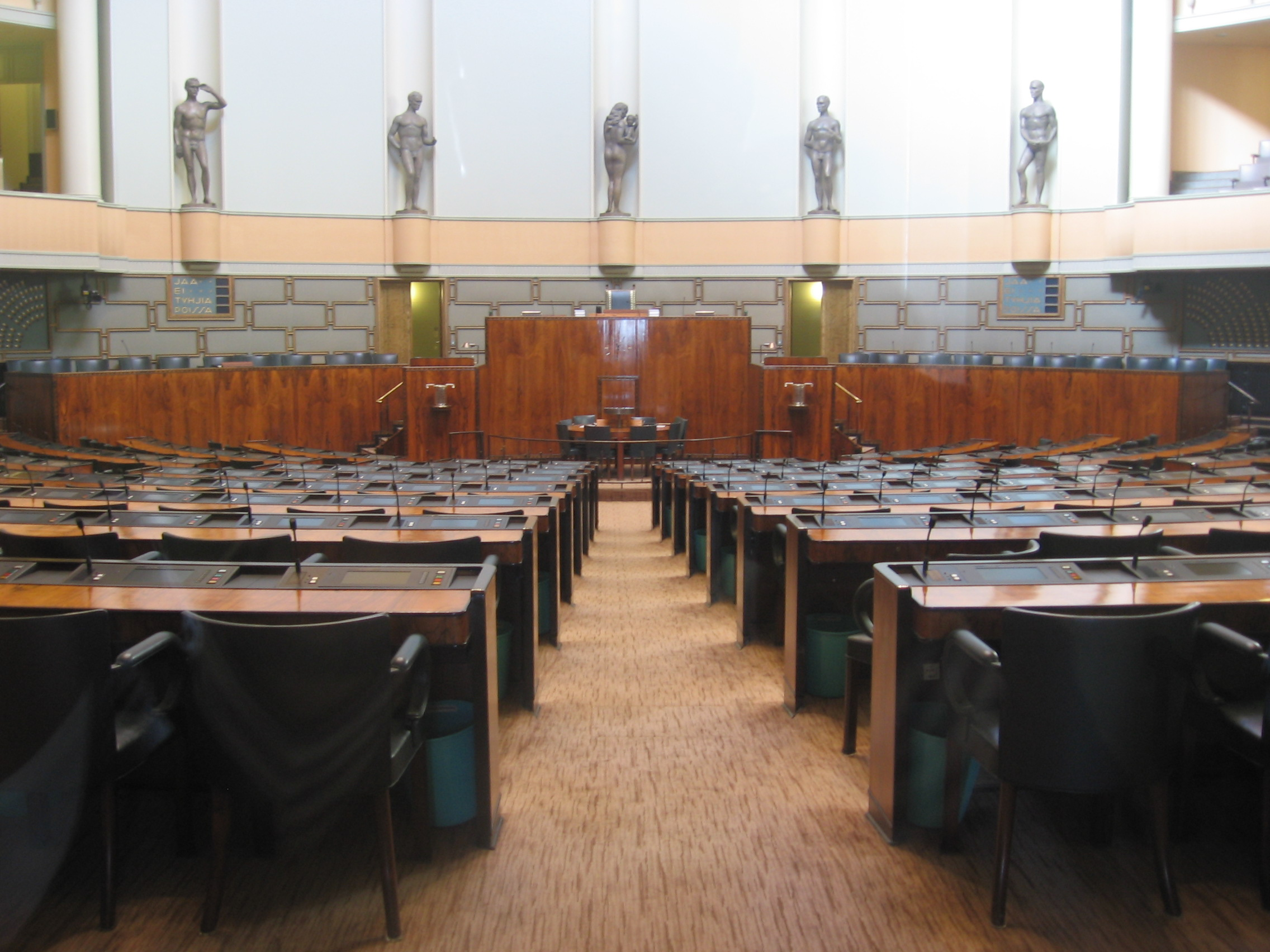
Vergaderzaal van Eduskunta, het Finse parlement

Finland wordt geregeerd volgens de oorspronkelijk uit 1919 stammende maar in 2000 herziene grondwet. Het staatshoofd van Finland is de president, die via volksstemming voor een termijn van zes jaar wordt gekozen. De president is bevelhebber en leider van de strijdkrachten, speelt een belangrijke rol in buitenlandse zaken en kan aanzienlijke invloed op wetgevende kwesties hebben. De wetgeving wordt behandeld door het eenkamerparlement (Eduskunta), waarvan de 200 leden gekozen worden voor een termijn van vier jaar door een systeem van evenredige vertegenwoordiging. Alle Finnen die minstens 18 jaar oud zijn kunnen stemmen. Het belangrijkste bestuurlijke orgaan van het land is het kabinet (geleid door de eerste minister), dat aan het parlement verantwoording schuldig is.
Finland staat al jaren bovenaan de lijst van vrije landen. Op 18 mei 2022 diende Finland een verzoek in om lid te mogen worden van de NAVO. Op de NAVO-top in Madrid van 28-30 juni 2022 werd het land, samen met Zweden, verwelkomd als kandidaat-lid. Eind maart 2023 waren alle dertig lidstaten van de NAVO akkoord. Op 4 april 2023 trad het land officieel toe tot de alliantie.

### Regering
Het Finse kabinet staat sinds 20 juni 2023 onder leiding van premier Petteri Orpo. De zittende president is sinds 2024 Alexander Stubb.

### Politieke partijen
- Keskusta (Centrumpartij; centrumrechts)
- SDP (Sociaaldemocraten)
- Liberaalit (Liberalen; liberaal, sinds 2011 geen deelname meer aan verkiezingen)
- Kristillisdemokraatit (Christendemocraten)
- RKP (Fins) / SFP (Zweeds) (Zweedse Volkspartij; centrumrechts, partij voor de Zweedse minderheid)
- Kokoomus (Nationale Coalitiepartij; centrumrechts)
- Vasemmistoliitto (Linkse Volkspartij; links-socialistisch)
- Vihreä Liitto (Groene Liga; groenen)
- Perussuomalaiset (Finnenpartij, radicaal-rechts)
- Sininen tulevaisuus (Blauwe Toekomst, centrumrechts tot rechts)
- IKL ([1932-1944] Patriottische Beweging; fascistisch)
- Maalaisliitto ([1906-1965] Agrarische Liga; centrum)
- SKDL ([1944-1991] Volksdemocratische Partij; links-socialistisch/communistisch)

### Bestuurlijke indeling
Finland is onderverdeeld in negentien regio's (Fins: maakunta; Zweeds: landskap). De Finse gemeenten vormen de lokale bestuurslaag. De gemeenten voorzien voor alle kinderen opvang in een crèche of bij een onthaalmoeder. Zo kunnen ook vrouwen buitenshuis gaan werken.

## Cultuur
Finland beschikt over een uitgebreid netwerk van culturele centra. Elke stad, ook kleine provinciesteden, beschikt over een openbare bibliotheek (algemeen). Volgens een enquête van het Nationale instituut voor gezondheid en welzijn maakt de meerderheid (83%) van de volwassenen van 20 jaar of ouder minstens een paar keer per jaar gebruik van culturele of bibliotheekdiensten.

### Beeldende kunst

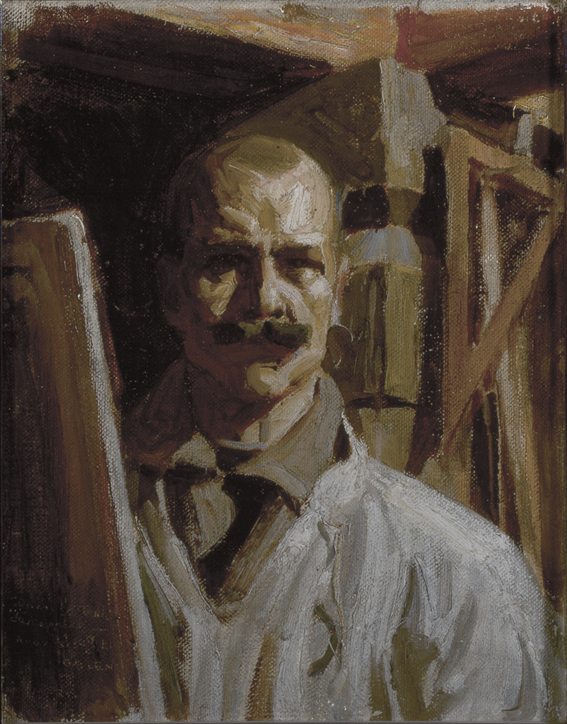
Akseli Gallen-Kallela

Tot de jaren 1880 werd de Finse schilderkunst sterk beïnvloed door Zweden en Rusland. De eerste professionele Finse kunstenaars werden opgeleid of woonden in Stockholm of Sint-Petersburg. Tot de pioniers van een eigen Finse schildersschool behoorden Akseli Gallen-Kallela (1865-1931), voor wie het nationale epos Kalevala een belangrijke inspiratiebron vormde, en Pekka Halonen (1865-1933).
Op het einde van de 19e eeuw kwamen invloeden uit de Franse landschapsschilderkunst, het symbolisme en het impressionisme op de voorgrond. Sinds 1890 zijn er twee tendensen in de Finse kunst: een nationalistische richting met een focus op de eigen identiteit en een op Europa gerichte stroming.
Het symbolisme vond zijn bekendste vertegenwoordiger in de schilder Hugo Simberg (1873-1917), die vooral bekend werd met het melancholische doek De Gewonde Engel. Door bijvoorbeeld zijn schilderij Kreupelhout verbranden wordt Eero Järnefelt (1862-1937) gerekend tot het naturalistisch realisme. Als Finlands grootste beeldhouwer in de 20e eeuw geldt Wäinö Aaltonen (1894-1966), die voor zijn monumentale sculpturen vaak nationale onderwerpen koos.
Tegen het einde van de negentiende eeuw kregen glaskunst en keramiek steeds meer belang. De hoogtijdagen van de Finse gouden jaren in de industriële vormgeving waren de jaren dertig en vijftig van de twintigste eeuw, met innovatieve en invloedrijke ontwerpers als Arttu Brummer (1891-1951), Aino Aalto (1894-1949) en haar man Alvar Aalto (1898-1976), ook belangrijk als architect, Gunnel Nyman (1909-1948), Kaj Franck (1911-1989), Tapio Wirkkala (1915-1985) en zijn echtgenote Rut Bryk (1916-1999), en Birger Kaipiainen (1915-1988). Door gerenommeerde merken als Riihimäki-glas, Iittala-glas en Arabia-keramiek bracht 'Fins design' het tot grote internationale roem.

### Muziek

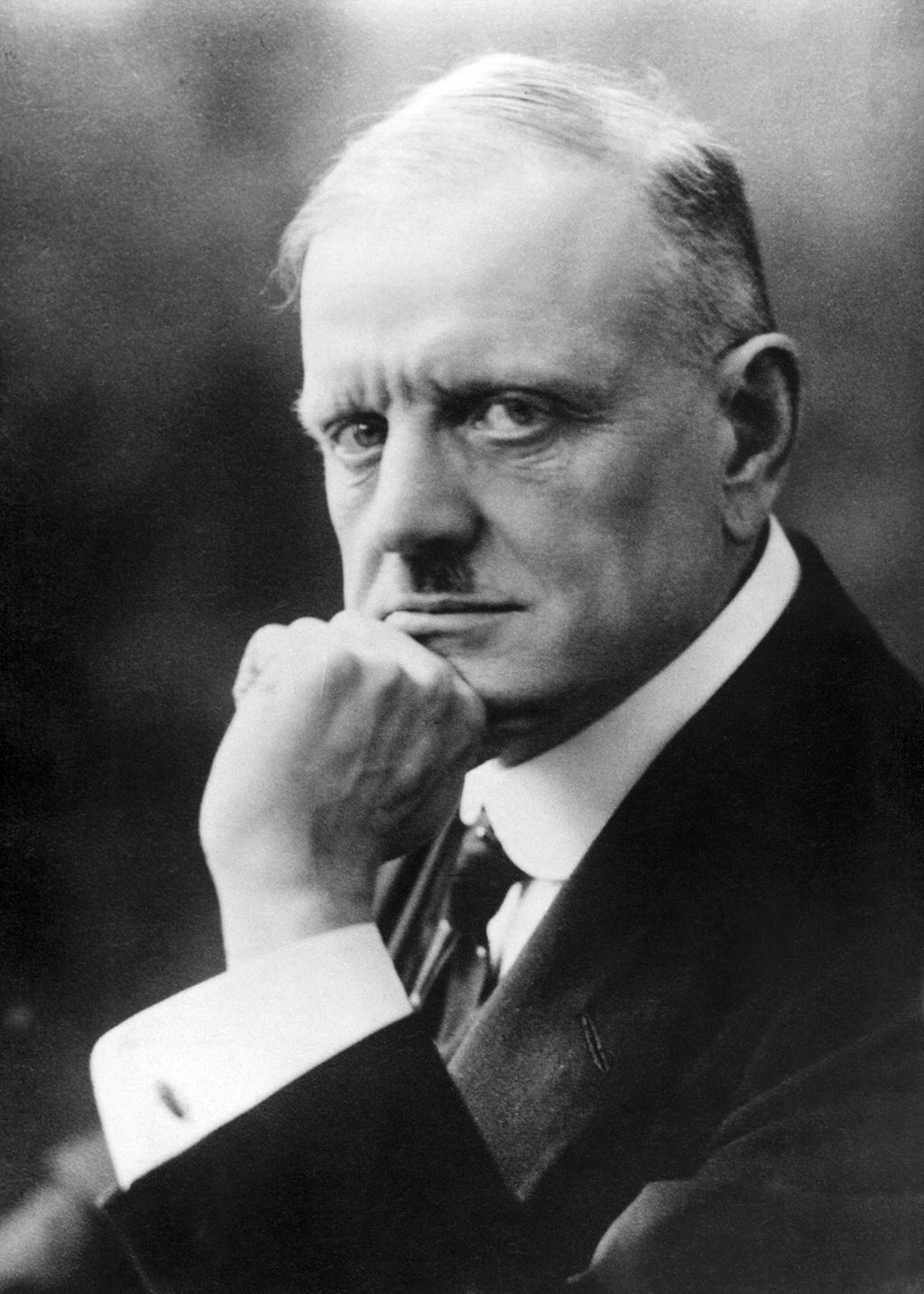
Jean Sibelius

Finland is een echt muziekland. Ondanks of juist door de geïsoleerde ligging tussen geopolitieke reuzen als Rusland en Zweden ontwikkelde zich in Finland een bloeiende muziekcultuur vanaf de negentiende eeuw. Bernhard Henrik Crusell (1775-1838) was een Fins-Zweedse componist en klarinettist. Jean Sibelius (1865-1957) wordt internationaal beschouwd als de grootste en invloedrijkste componist van Finland, onder meer door zijn symfonieën en symfonische gedichten, veelal geïnspireerd op het nationale epos Kalevala. Sibelius' zwager Armas Järnefelt (1869-1958) en Leevi Madetoja (1887-1947), die invloed onderging van de Ostrobothnische folkloristische muziek, speelden ook een voorname rol in het vestigen van de Finse muziekcultuur.
Belangrijke componisten van latere generaties zijn Uuno Klami (1900-1961), Einojuhani Rautavaara (1928-2016), Aulis Sallinen (1935), Kalevi Aho (1949), Kaija Saariaho (1952-2023) en Magnus Lindberg (1958). Finland heeft relatief veel internationaal bekende dirigenten, deels dankzij Jorma Panula (1930) die vrijwel al zijn jongere collega's heeft opgeleid: Leif Segerstam (1944-2024), ook zeer productief als componist, Osmo Vänskä (1953), Jukka-Pekka Saraste (1956), Esa-Pekka Salonen (1958), Sakari Oramo (1965), Hannu Lintu (1967), Mikko Franck (1979), Eva Ollikainen (1982) en Klaus Mäkelä (1996). Gevierde Finse operazangers zijn de bariton Jorma Hynninen (1941) en de sopraan Karita Mattila (1960).
Finland won het Eurovisiesongfestival 2006 met de groep Lordi en het liedje Hard Rock Hallelujah. Ook internationaal succesvol is de symfonische metalband Nightwish met de Nederlandse zangeres Floor Jansen.
Ruisrock is een van de belangrijkste muziekfestivals van Finland in de stad Turku in het eerste weekend van juli. Er hebben topartiesten opgetreden zoals Metallica, Iron Maiden, Motörhead, Bon Jovi, Saxon, Thin Lizzy, Aerosmith, Nirvana, Red Hot Chili Peppers, Rammstein, Uriah Heep, Jeff Beck, Dio, Procol Harum, The Mahavishnu Orchestra, Chuck Berry, U2, Bob Dylan, Gary Moore, Ozzy Osbourne, ZZ Top, David Bowie en Billy Idol, evenals de crème van de binnenlandse rock.

### Literatuur

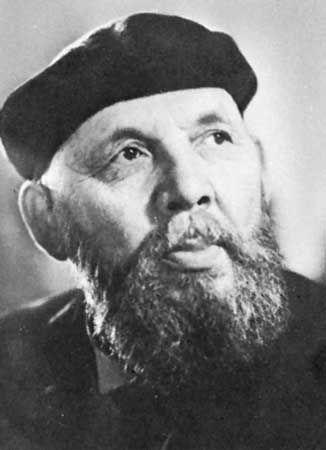
Frans Eemil Sillanpää

### Sport
Finland wordt beschouwd als een zeer sportief land, zowel wat betreft sportbeoefening als het volgen van sportwedstrijden als toeschouwer. Populaire sporten in Finland zijn atletiek (vooral langeafstandslopen en speerwerpen), worstelen, gewichtheffen, paardensport, tennis, skiën, kajakvaren, zeilen, zwemmen, sportvissen, autosport en ijshockey. Bij de denksporten is vooral schaken geliefd.
Finland heeft nogal wat topcoureurs in de autosport voortgebracht. Drie Finse coureurs wonnen de wereldtitel in de Formule 1: Keke Rosberg (1982), Mika Häkkinen (1998 en 1999) en Kimi Räikkönen (2007). In de rallysport kwam een aantal wereldkampioenen uit Finland, onder wie Marcus Grönholm, Hannu Mikkula en Ari Vatanen. 
De oud-voetballer Jari Litmanen, afkomstig uit Lahti,  heeft onder andere bij Ajax gevoetbald.

## Onderwijs
Finse kinderen gaan op een leeftijd van zes of zeven jaar naar de basisschool, die peruskoulu (Fins) of grundskola (Zweeds) heet en die negen jaar duurt. De basisschool is geheel gratis, ook de maaltijden en de gezondheidszorg. De school neemt (vooral op het platteland) een belangrijk deel van het sociale leven van de leerlingen in, mede dankzij allerlei schoolclubjes. Vanaf hun zevende jaar starten de meeste leerlingen met het leren van de tweede landstaal.
Na de basisschool kunnen de leerlingen (ze zijn dan ongeveer zestien jaar) in principe gaan werken, maar de meesten kiezen voor een vervolgopleiding. Dit kan een vakopleiding zijn of het zogenaamde lukio of gymnasium. Deze opleiding duurt drie jaar en is een voorbereiding op de universiteit of het hoger beroepsonderwijs. Op het einde van de vervolgopleiding moeten studenten nationale eindexamens maken. Zonder deze is er geen mogelijkheid naar een universiteit of hogeschool te gaan. Deze examens kunnen vergeleken worden met toelatingsexamens.
Finland heeft zeventien universiteiten en hogescholen, waaronder de universiteiten van Helsinki, Turku en Tampere.

## Feestdagen
De volgende dagen worden in Finland gevierd als traditionele, religieuze of nationale feestdagen.
Als nationale dag geldt Itsenäissypäivä, jaarlijks gevierd op 6 december ter herinnering aan de onafhankelijkheidsverklaring in 1917.
- Uudenvuodenpäivä: Nieuwjaarsdag, 1 januari
- Loppiainen: Driekoningen, 6 januari
- Pitkäperjantai: Goede Vrijdag, vrijdag voor Pasen
- 1. en 2. Pääsiäispäivä: Eerste en Tweede Paasdag, zondag na de eerste volle maan van de lente en de dag erna
- Vappu: Dag van de Arbeid, 1 mei
- Äitienpäivä: Moederdag, tweede zondag van mei
- Helatorstai: Hemelvaartdag, 39 dagen na Pasen
- Juhannusaatto: Midzomeravond, eerste vrijdagavond na 18 juni
- Juhannuspäivä: Sint-Jan, Midzomer, eerste zaterdag na 19 juni
- Pyhäinpäivä: Allerheiligen, 1 november
- Isänpäivä: Vaderdag, tweede zondag van november
- Itsenäisyyspäivä: Onafhankelijkheidsdag (nationale dag), 6 december
- Jouluaatto: Kerstavond, 24 december
- 1. en 2. Joulupäivä: Eerste en Tweede Kerstdag, 25 & 26 december